# Sant'Angelo all'Esca
Sant'Angelo all'Esca là một đô thị (comune) thuộc tỉnh Avenllino trong vùng Campania của Ý. Sant'Angelo all'Esca có diện tích 5 km2, dân số là 851 người (thời điểm ngày 1 tháng 5 năm 2009).